# Arnaldo Alberti (filologo)
Arnaldo Alberti (Treviso, 1935) è un linguista e filologo italiano.

## Biografia
Le sue ricerche vertono essenzialmente sulle reciproche influenze tra le culture slava e quelle ugrofinnica, iranica e turca.
Nel 1992 iniziò a  pubblicare i suoi studi presso importanti case editrici (Marietti, Mondadori, Garzanti, Piemme, Utet).
I suoi scritti sono stati tradotti in inglese, russo, polacco, tedesco, spagnolo, francese, giapponese e cinese.
Nel 1995 ha tradotto dall'estone il romanzo Il pazzo dello zar di Jaan Kross, Garzanti Editore, vincitore del premio internazionale Nonino.
Si è occupato anche con diverse pubblicazioni linguistiche ed etnografiche di cultura e dialetti locali, in particolare del Canavese.
Il suo volume dedicato alla Russia è stato tradotto in numerose lingue. L'edizione in russo è stata edita dalla National Geographic Society. Le influenze iraniche sul mondo slavo sono state evidenziate anche nel suo libro Zarathustra (Piemme Editore, 1998). La ricerca ha trovato la sua completezza nella sua interpretazione e traduzione dell'Avestā, la monumentale raccolta dei testi religiosi iranici. La religione che onora Ahura Mazdā, il mazdaismo o Zoroastrismo, infatti, sta alla base delle concezioni teologiche e antropologiche diffusesi nel primo Millennio tra le popolazioni nomadi e stanziali, inclusi gli antichi Slavi, che abitarono il vasto territorio tra gli Urali, Caspio e Mar Nero. Il lavoro era premessa al libro sull'etnogenesi degli Slavi, edito nel 1996 (Gli Slavi, Mondadori, Oscar Saggi).
È membro del Consiglio esecutivo della Société Européenne de Culture (SEC) e segretario di redazione della rivista Comprendre; è consulente dell'Associazione Internazionale G-K Cultural Services.

## Opere
- L'URSS negli anni '80, Teti Editore, Milano, 1981
- Realismo Socialista Arte sovietica, Datrino Editore, 1991
- Josef Leo Seifert, Le sette ide slave, (intr.e trad.), Marietti, Genova, 1992
- Più sciamano che mullah, Credenze preislamiche presso i kirghisi, Marietti, Genova, 1993
- Russia, anima e cultura del continente Eurasia (prima edizione), Vercelli, White Star, 1995
- Nascita degli Stati Slavi, Teti Editore, 1996
- Gli Slavi, Ocar Saggi, Mondadori 1996
- Manas. Epopea del popolo della steppa (intr. e trad.), Oscar classici, Mondadori, 1997
- Zarathushtra, Piemme, Milano, 1998
- Arte figurativa Sovietica, Stamperia Artistica Nazionale, Torino, 2003
- Avestā, Classici delle Religioni, UTET, Torino, 2004
- Russia, A Crossroads between History and Nature, WS Publisher, New York, 2005
- Russland, Faszinierende Länder Erleben, WS Verlag, Wiesbaden, 2006